# Barbara Hug
Barbara Hug (geboren 1946 in Zürich; gestorben 2005) war eine Schweizer Rechtsanwältin.

## Leben
In ihrer Kindheit wurde bei Barbara Hug ein Tumor diagnostiziert, dessen Behandlung sie ein Leben lang gesundheitlich beeinträchtigte. Das Studium der Rechtswissenschaft an der Universität Zürich schloss sie Ende der 1960er Jahre ab. In der Folge
war sie zwei Jahre als Substitutin (Rechtsreferendarin) in der Anwaltskanzlei des späteren Schweizer Bundespräsidenten Moritz Leuenberger angestellt. 1976 trat sie dem ein Jahr zuvor gegründeten Zürcher „Anwaltskollektiv“ bei, das sich für Menschen einsetzte, die sich juristischen Beistand sonst nicht leisten könnten, darunter besonders viele Personen aus der Jugendprotestbewegung der 1980er Jahre. 1978 war Barbara Hug Mitbegründerin des Verbandes Demokratische Juristinnen und Juristen der Schweiz. Hug galt als kämpferische und betont politisch motivierte Anwältin, sie verteidigte unter anderem den «Ausbrecherkönig» Walter Stürm, den «Sprayer von Zürich» Harald Naegeli und den linken Politaktivisten Giorgio Bellini sowie den Aktionskünstler und Behördenkritiker Pjotr Kraska.
2020 verfilmte Oliver Rihs das Leben von Hug und Walter Stürm mit Marie Leuenberger und Joel Basman in den Hauptrollen (Bis wir tot sind oder frei).